# Monumentour
Il Monumentour è un tour dei gruppi musicali statunitensi Fall Out Boy e Paramore, organizzato in promozione dei loro album Save Rock and Roll e Paramore, entrambi pubblicati nella primavera del 2013. I due gruppi sono stati supportati dal gruppo danese New Politics.
Il tour ha avuto inizio il 19 giugno 2014 ad Hartford, nel Connecticut, e si è protratto per tutta l'estate 2014 sino al 12 settembre, con date in tutti gli Stati Uniti.

## Date
| Data              | Città            | Località                             | Artisti presenti |
| ----------------- | ---------------- | ------------------------------------ | --- |
| 19 giugno 2014    | Hartford         | Xfinity Theatre                      | Fall Out Boy, Paramore, New Politics                                                                                         |
| 21 giugno 2014    | Wantagh          | Nikon at Jones Beach Theatre         | Fall Out Boy, Paramore, New Politics                                                                                         |
| 22 giugno 2014    | Mansfield        | Xfinity Center                       | Fall Out Boy, Paramore, New Politics                                                                                         |
| 24 giugno 2014    | Saratoga Springs | Saratoga PAC                         | Fall Out Boy, Paramore, New Politics                                                                                         |
| 25 giugno 2014    | Toronto          | Molson Canadian Amphitheatre         | Fall Out Boy, Paramore, New Politics                                                                                         |
| 27 giugno 2014    | Camden           | Susquehanna Bank Center              | Fall Out Boy, Paramore, New Politics                                                                                         |
| 28 giugno 2014    | Holmdel          | PNC Bank Arts Center                 | Fall Out Boy, Paramore, New Politics                                                                                         |
| 30 giugno 2014    | Gilford          | Bank of New Hampshire Pavilion       | Fall Out Boy, Paramore, New Politics                                                                                         |
| 2 luglio 2014     | Buffalo          | Darien Lake PAC                      | Fall Out Boy, Paramore, New Politics                                                                                         |
| 3 luglio 2014     | Burgettstown     | First Niagara Pavilion               | Fall Out Boy, Paramore, New Politics                                                                                         |
| 5 luglio 2014     | Milwaukee        | Summerfest                           | Fall Out Boy, Paramore, New Politics                                                                                         |
| 6 luglio 2014     | Saint Louis      | Verizon Wireless Amphitheatre        | Fall Out Boy, Paramore, New Politics                                                                                         |
| 8 luglio 2014     | Detroit          | DTE Energy Music Theatre             | Fall Out Boy, Paramore, New Politics                                                                                         |
| 9 luglio 2014     | Indianapolis     | Klipsch Music Center                 | Fall Out Boy, Paramore, New Politics                                                                                         |
| 11 luglio 2014    | Chicago          | First Midwest Bank Amphitheatre      | Fall Out Boy, Paramore, New Politics                                                                                         |
| 12 luglio 2014    | Cincinnati       | Sawyer Point (Bunbury Festival)      | Fall Out Boy, Paramore, New Politics                                                                                         |
| 13 luglio 2014    | White Creeks     | The Woods Amphitheater at Fontanel   | Fall Out Boy, New Politics                                                                                                   |
| 18 luglio 2014    | Columbia         | Merriweather Post Pavilion           | Fall Out Boy, Paramore, New Politics                                                                                         |
| 19 luglio 2014    | Hershey          | Hershey Park Pavilion                | Fall Out Boy, Paramore, New Politics                                                                                         |
| 22 luglio 2014    | Virginia Beach   | Farm Bureau Live                     | Fall Out Boy, Paramore, New Politics                                                                                         |
| 23 luglio 2014    | Charlotte        | PNC Music Pavilion                   | Fall Out Boy, Paramore, New Politics                                                                                         |
| 25 luglio 2014    | West Palm Beach  | Cruzan Amphitheatre                  | Fall Out Boy, Paramore, New Politics                                                                                         |
| 26 luglio 2014    | Tampa            | MidFlorida Credit Union Amphitheatre | Fall Out Boy, Paramore, New Politics                                                                                         |
| 27 luglio 2014    | St. Augustine    | St. Augustine Amphitheatre           | Fall Out Boy, New Politics                                                                                                   |
| 29 luglio 2014    | Raleigh          | Walnut Creek Amphitheatre            | Fall Out Boy, Paramore, New Politics                                                                                         |
| 30 luglio 2014    | Atlanta          | Aaron's Amphitheatre                 | Fall Out Boy, Paramore, New Politics                                                                                         |
| 1º agosto 2014    | Houston          | Cynthia Woods Mitchell Pavilion      | Fall Out Boy, Paramore, New Politics                                                                                         |
| 2 agosto 2014     | Austin           | Austin360 Amphitheater               | Fall Out Boy, Paramore, New Politics                                                                                         |
| 4 agosto 2014     | Corpus Christi   | Concrete Street Amphitheater         | Fall Out Boy, New Politics (esibizione dei Paramore cancellata a causa di problemi di salute della cantante Hayley Williams) |
| 5 agosto 2014     | Dallas           | Gexa Energy Pavilion                 | Fall Out Boy, New Politics (esibizione dei Paramore cancellata a causa di problemi di salute della cantante Hayley Williams) |
| 7 agosto 2014     | Albuquerque      | Isleta Amphitheater                  | Fall Out Boy, Paramore, New Politics                                                                                         |
| 8 agosto 2014     | Phoenix          | Ak-Chin Pavilion                     | Fall Out Boy, Paramore, New Politics                                                                                         |
| 10 agosto 2014    | Oklahoma City    | Zoo Amphitheatre                     | Fall Out Boy, Paramore, New Politics                                                                                         |
| 12 agosto 2014    | Denver           | Red Rocks Amphitheatre               | Fall Out Boy, Paramore, New Politics                                                                                         |
| 13 agosto 2014    | Orem             | UCCU Center                          | Fall Out Boy, Paramore, New Politics                                                                                         |
| 15 agosto 2014    | Las Vegas        | Cosmopolitan                         | Fall Out Boy, New Politics                                                                                                   |
| 16 agosto 2014    | Irvine           | Verizon Wireless Amphitheater        | Fall Out Boy, Paramore, New Politics                                                                                         |
| 17 agosto 2014    | Concord          | Sleep Train Pavilion                 | Fall Out Boy, Paramore, New Politics                                                                                         |
| 28 agosto 2014    | Saint Paul       | Minnesota State Fair                 | Paramore |
| 29 agosto 2014    | Mount Pleasant   | Soaring Eagle Casino Resort          | Fall Out Boy, New Politics                                                                                                   |
| 30 agosto 2014    | Toledo           | Huntington Center                    | Fall Out Boy, Paramore, New Politics                                                                                         |
| 31 agosto 2014    | Scranton         | Montage Mountain Amphitheatre        | Fall Out Boy, Paramore, New Politics                                                                                         |
| 12 settembre 2014 | Puyallup         | Washington State Fair                | Fall Out Boy, New Politics                                                                                                   |

## Scalette
Paramore
1. Still into You
2. That's What You Get
3. For a Pessimist, I'm Pretty Optimistic
4. Ignorance
5. Pressure
6. Decode
7. The Only Exception
8. Last Hope

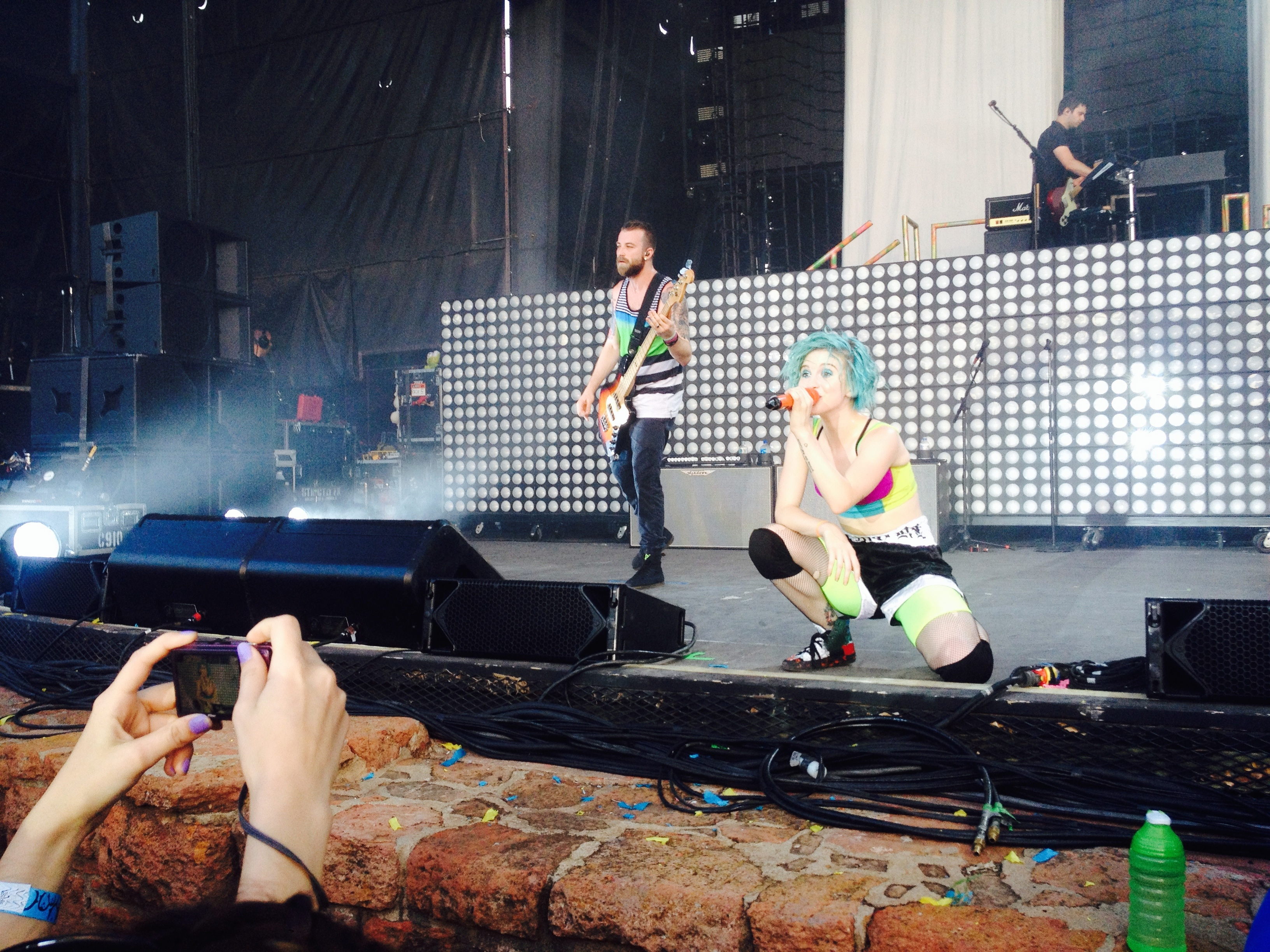
I Paramore il 10 agosto a Oklahoma City

9. Una diversa ogni spettacolo, scelta tra:
9.1. Emergency
9.2. Feeling Sorry
9.3. Born for This
9.4. Brick by Boring Brick
9.5. Fast in My Car
10. Misery Business
11. Let the Flames Begin
12. Part II
13. Proof

Encore
1. Ain't It Fun

Fall Out Boy
1. The Phoenix
2. The Take Over, the Breaks Over

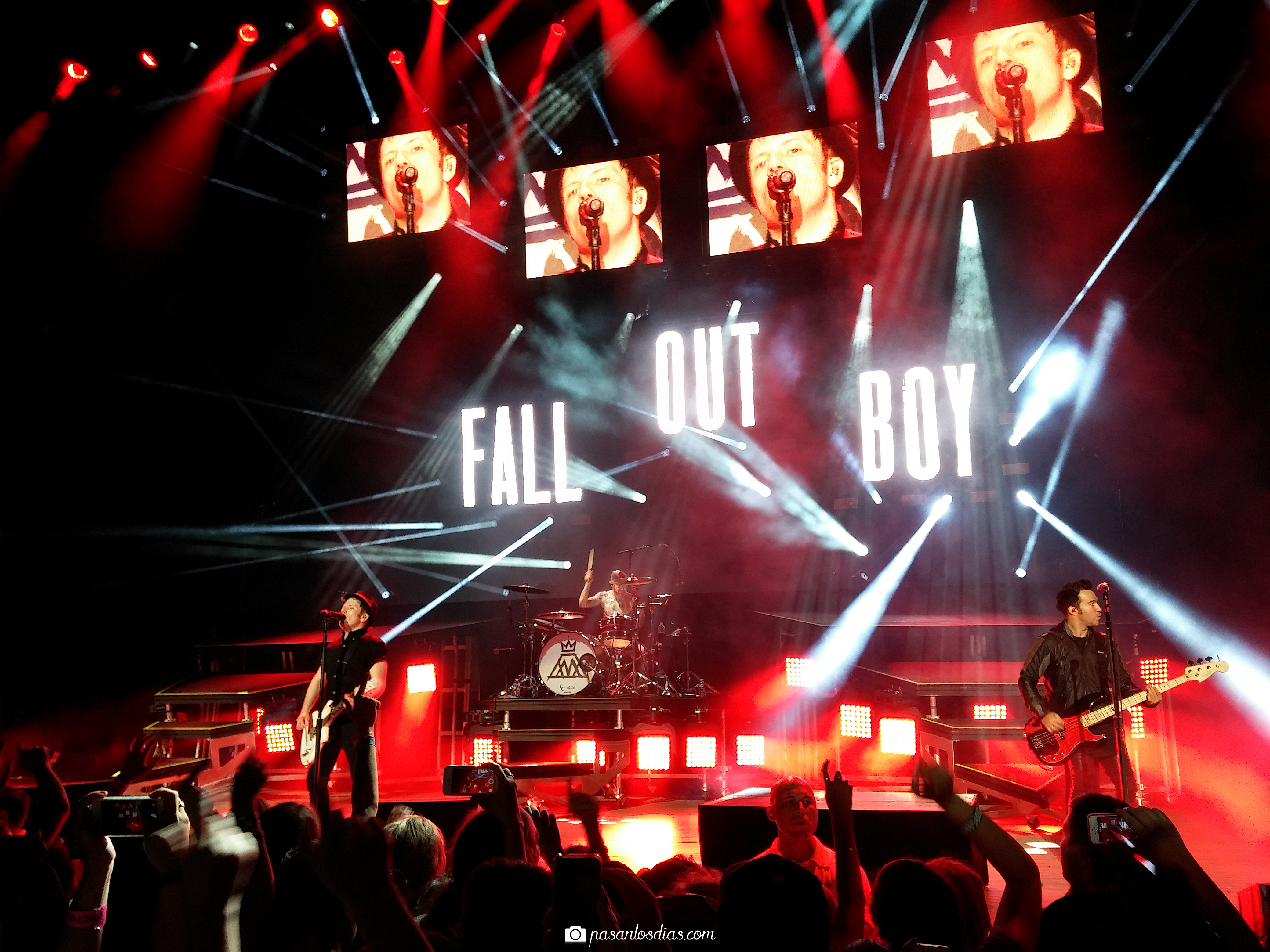
I Fall Out Boy il 21 giugno a Wantagh

3. A Little Less Sixteen Candles, a Little More "Touch Me"
4. This Ain't a Scene, It's an Arms Race
5. Alone Together
6. Death Valley
7. Sugar, We're Goin Down
8. Miss Missing You
9. Dance, Dance
10. Young Volcanoes
11. Just One Yesterday
12. Grand Theft Autumn/Where Is Your Boy
13. We Are the Champions (Queen cover)
14. Save Rock and Roll
15. I Don't Care
16. My Songs Know What You Did in the Dark (Light 'Em Up)

Encore
1. Thnks fr th Mmrs
2. Saturday